# Liga Europejska w piłce siatkowej mężczyzn 2017
Liga Europejska siatkarzy 2017 – 14. edycja imprezy siatkarskiej rozgrywana w dniach 9 czerwca–2 lipca 2017 roku.

## System rozgrywek
W fazie grupowej wystąpi 8 drużyn podzielonych na 2 grupy. Do Final Four awansują najlepsze reprezentacje z każdej grupy, najlepszy zespół z drugiego miejsca gospodarz.

## Uczestnicy
- Albania (42.)
- Azerbejdżan (33.)
- Dania (26.)
- Izrael (28.)
- Macedonia Północna (21.)
- Szwecja (19.)
- Ukraina (18.)
- Węgry (31.)

## Rozgrywki

### Faza grupowa
awans do półfinału
     gospodarz turnieju finałowego

#### Grupa A
Tabela
| Lp. | Drużyna            | Mecze | Mecze   | Mecze   | Pkt | Sety | Sety | Sety  | Małe punkty | Małe punkty | Małe punkty |
| Lp. | Drużyna            | M     | W (3:2) | P (2:3) | Pkt | wyg. | prz. | ratio | zdob.       | str.        | ratio       |
| --- | ------------------ | ----- | ------- | ------- | --- | ---- | ---- | ----- | ----------- | ----------- | ----------- |
| 1   | Macedonia Północna | 6     | 6 (1)   | 0 (0)   | 17  | 18   | 3    | 6.000 | 511         | 436         | 1.172       |
| 2   | Szwecja            | 6     | 3 (1)   | 3 (1)   | 9   | 12   | 12   | 1.000 | 534         | 512         | 1.043       |
| 3   | Albania            | 6     | 3 (1)   | 3 (1)   | 9   | 12   | 12   | 1.000 | 514         | 518         | 0.992       |
| 4   | Azerbejdżan        | 6     | 0 (0)   | 6 (1)   | 1   | 3    | 18   | 0.167 | 317         | 425         | 0.746       |

Źródło: cev.lu
Punktacja: 3:0 i 3:1 – 3 pkt; 3:2 – 2 pkt; 2:3 – 1 pkt; 1:3 i 0:3 – 0 pkt
Zasady ustalania kolejności: 1. liczba zwycięstw; 2. liczba punktów; 3. stosunek setów; 4. stosunek małych punktów; 5. bilans w bezpośrednich meczach
 Wyniki
 Skopje
| Data       | Godz. | Drużyna 1          | Wynik | Drużyna 2          | 1     | 2     | 3     | 4     | 5     | Widzów | * |
| ---------- | ----- | ------------------ | ----- | ------------------ | ----- | ----- | ----- | ----- | ----- | ------ | - |
| 16.06.2017 | 17:00 | Albania            | 3:2   | Szwecja            | 15:25 | 23:25 | 25:23 | 26:24 | 15:9  | 1000   |   |
| 16.06.2017 | 19:30 | Macedonia Północna | 3:0   | Azerbejdżan        | 25:19 | 25:19 | 25:20 |       |       | 1000   |   |
|            |       |                    |       |                    |       |       |       |       |       |        |   |
| 17.06.2017 | 17:00 | Szwecja            | 3:2   | Azerbejdżan        | 19:25 | 23:25 | 26:24 | 25:9  | 15:12 | 150    |   |
| 17.06.2017 | 19:30 | Albania            | 0:3   | Macedonia Północna | 21:25 | 16:25 | 22:25 |       |       | 800    |   |
|            |       |                    |       |                    |       |       |       |       |       |        |   |
| 18.06.2017 | 17:00 | Azerbejdżan        | 1:3   | Albania            | 22:25 | 22:25 | 25:17 | 10:25 |       | 70     |   |
| 18.06.2017 | 19:30 | Szwecja            | 1:3   | Macedonia Północna | 26:24 | 17:25 | 18:25 | 18:25 |       | 1000   |   |

 Tirana
| Data       | Godz. | Drużyna 1          | Wynik | Drużyna 2          | 1     | 2     | 3     | 4     | 5     | Widzów | * |
| ---------- | ----- | ------------------ | ----- | ------------------ | ----- | ----- | ----- | ----- | ----- | ------ | - |
| 23.06.2017 | 15:00 | Szwecja            | 0:3   | Macedonia Północna | 16:25 | 22:25 | 30:32 |       |       | 60     |   |
| 23.06.2017 | 18:00 | Albania            | 3:0   | Azerbejdżan        | 25:15 | 25:21 | 25:19 |       |       | 300    |   |
|            |       |                    |       |                    |       |       |       |       |       |        |   |
| 24.06.2017 | 15:00 | Macedonia Północna | 3:0   | Azerbejdżan        | 25:20 | 25:19 | 25:21 |       |       | 60     |   |
| 24.06.2017 | 18:00 | Szwecja            | 3:1   | Albania            | 25:22 | 25:12 | 23:25 | 25:23 |       | 450    |   |
|            |       |                    |       |                    |       |       |       |       |       |        |   |
| 25.06.2017 | 15:00 | Azerbejdżan        | 0:3   | Szwecja            | 18:25 | 16:25 | 16:25 |       |       | 50     |   |
| 25.06.2017 | 18:00 | Macedonia Północna | 3:2   | Albania            | 25:21 | 17:25 | 25:21 | 23:25 | 15:10 | 500    |   |

#### Grupa B
Tabela
| Lp. | Drużyna | Mecze | Mecze   | Mecze   | Pkt | Sety | Sety | Sety  | Małe punkty | Małe punkty | Małe punkty |
| Lp. | Drużyna | M     | W (3:2) | P (2:3) | Pkt | wyg. | prz. | ratio | zdob.       | str.        | ratio       |
| --- | ------- | ----- | ------- | ------- | --- | ---- | ---- | ----- | ----------- | ----------- | ----------- |
| 1   | Ukraina | 6     | 5 (1)   | 1 (0)   | 14  | 15   | 7    | 2.143 | 519         | 446         | 1.164       |
| 2   | Dania   | 6     | 4 (0)   | 2 (0)   | 12  | 14   | 7    | 2.000 | 497         | 468         | 1.062       |
| 3   | Węgry   | 6     | 2 (0)   | 4 (1)   | 7   | 9    | 14   | 0.643 | 502         | 512         | 0.980       |
| 4   | Izrael  | 6     | 1 (0)   | 5 (0)   | 3   | 6    | 16   | 0.375 | 434         | 526         | 0.825       |

Źródło: cev.lu
Punktacja: 3:0 i 3:1 – 3 pkt; 3:2 – 2 pkt; 2:3 – 1 pkt; 1:3 i 0:3 – 0 pkt
Zasady ustalania kolejności: 1. liczba zwycięstw; 2. liczba punktów; 3. stosunek setów; 4. stosunek małych punktów; 5. bilans w bezpośrednich meczach
 Wyniki
 Iwano-Frankiwsk
| Data       | Godz. | Drużyna 1 | Wynik | Drużyna 2 | 1     | 2     | 3     | 4     | 5 | Widzów | * |
| ---------- | ----- | --------- | ----- | --------- | ----- | ----- | ----- | ----- | - | ------ | - |
| 09.06.2017 | 16:00 | Dania     | 3:0   | Węgry     | 25:19 | 26:24 | 25:21 |       |   | 300    |   |
| 09.06.2017 | 19:00 | Ukraina   | 3:0   | Izrael    | 25:22 | 25:20 | 25:19 |       |   | 1000   |   |
|            |       |           |       |           |       |       |       |       |   |        |   |
| 10.06.2017 | 16:00 | Węgry     | 3:1   | Izrael    | 22:25 | 25:15 | 25:16 | 25:22 |   | 200    |   |
| 10.06.2017 | 19:00 | Dania     | 3:0   | Ukraina   | 25:22 | 25:22 | 25:23 |       |   | 1300   |   |
|            |       |           |       |           |       |       |       |       |   |        |   |
| 11.06.2017 | 16:00 | Izrael    | 3:1   | Dania     | 18:25 | 25:22 | 25:23 | 25:20 |   | 300    |   |
| 11.06.2017 | 19:00 | Węgry     | 1:3   | Ukraina   | 25:21 | 19:25 | 16:25 | 22:25 |   | 1300   |   |

 Nyíregyháza
| Data       | Godz. | Drużyna 1 | Wynik | Drużyna 2 | 1     | 2     | 3     | 4     | 5     | Widzów | * |
| ---------- | ----- | --------- | ----- | --------- | ----- | ----- | ----- | ----- | ----- | ------ | - |
| 16.06.2017 | 16:00 | Izrael    | 0:3   | Ukraina   | 16:25 | 13:25 | 15:25 |       |       | 125    |   |
| 16.06.2017 | 18:30 | Węgry     | 0:3   | Dania     | 23:25 | 23:25 | 21:25 |       |       | 800    |   |
|            |       |           |       |           |       |       |       |       |       |        |   |
| 17.06.2017 | 15:00 | Izrael    | 1:3   | Węgry     | 19:25 | 25:20 | 13:25 | 22:25 |       | 500    |   |
| 17.06.2017 | 17:30 | Ukraina   | 3:1   | Dania     | 23:25 | 25:19 | 25:21 | 25:22 |       | 200    |   |
|            |       |           |       |           |       |       |       |       |       |        |   |
| 18.06.2017 | 16:00 | Ukraina   | 3:2   | Węgry     | 25:15 | 21:25 | 25:21 | 22:25 | 15:11 | 1000   |   |
| 18.06.2017 | 18:30 | Dania     | 3:1   | Izrael    | 19:25 | 25:18 | 25:18 | 25:18 |       | 170    |   |

### Faza finałowa
Gentofte
|  |                    |                    |                    |                    |   |         |         |       |
|  | Półfinały          | Półfinały          | Półfinały          |                    |   | Finał   | Finał   | Finał |
|  | Półfinały          | Półfinały          | Półfinały          |                    |   | Finał   | Finał   | Finał |
|  | 1 lipca            |                    |                    |                    |   |         |         |       |
|  |                    |                    |                    |                    |   |         |         |       |
|  | Szwecja            | Szwecja            | 2                  |                    |   |         |         |       |
|  | Szwecja            | Szwecja            | 2                  | 2 lipca            |   |         |         |       |
|  | Ukraina            | Ukraina            | 3                  |                    |   |         |         |       |
|  | Ukraina            | Ukraina            | 3                  |                    |   | Ukraina | Ukraina | 3     |
|  | 1 lipca            |                    |                    |                    |   | Ukraina | Ukraina | 3     |
|  |                    |                    | Macedonia Północna | Macedonia Północna | 1 |         |         |       |
|  | Dania              | Dania              | Macedonia Północna | Macedonia Północna | 1 | 2       |         |       |
|  | Dania              | Dania              |                    |                    |   |         |         |       |
|  | Macedonia Północna | Macedonia Północna | 3                  |                    |   |         |         |       |
|  | Macedonia Północna | Macedonia Północna | 3                  | Mecz o 3. miejsce  |   |         |         |       |
|  |                    |                    |                    |                    |   |         |         |       |
|  | 2 lipca            |                    |                    |                    |   |         |         |       |
|  |                    |                    |                    |                    |   |         |         |       |
|  | Szwecja            | Szwecja            | 3                  |                    |   |         |         |       |
|  | Szwecja            | Szwecja            | 3                  |                    |   |         |         |       |
|  | Dania              | Dania              | 1                  |                    |   |         |         |       |
|  | Dania              | Dania              | 1                  |                    |   |         |         |       |

#### Półfinały
| Data       | Godz. | Drużyna 1 | Wynik | Drużyna 2          | 1     | 2     | 3     | 4     | 5     | Widzów | * |
| ---------- | ----- | --------- | ----- | ------------------ | ----- | ----- | ----- | ----- | ----- | ------ | - |
| 01.07.2017 | 16:00 | Szwecja   | 2:3   | Ukraina            | 25:23 | 19:25 | 16:25 | 25:22 | 16:18 | 400    |   |
| 01.07.2017 | 19:00 | Dania     | 2:3   | Macedonia Północna | 25:19 | 25:20 | 14:25 | 20:25 | 11:15 | 550    |   |

#### Mecz o 3 miejsce
| Data       | Godz. | Drużyna 1 | Wynik | Drużyna 2 | 1     | 2     | 3     | 4     | 5 | Widzów | * |
| ---------- | ----- | --------- | ----- | --------- | ----- | ----- | ----- | ----- | - | ------ | - |
| 02.07.2017 | 16:00 | Szwecja   | 3:1   | Dania     | 25:23 | 16:25 | 25:19 | 25:21 |   | 500    |   |

#### Finał
| Data       | Godz. | Drużyna 1 | Wynik | Drużyna 2          | 1     | 2     | 3     | 4     | 5 | Widzów | * |
| ---------- | ----- | --------- | ----- | ------------------ | ----- | ----- | ----- | ----- | - | ------ | - |
| 02.07.2017 | 19:00 | Ukraina   | 3:1   | Macedonia Północna | 25:15 | 25:22 | 24:26 | 25:13 |   | 400    |   |

## Nagrody indywidualne
| Najlepszy zawodnik (MVP) | Najlepsi przyjmujący          | Najlepsi środkowi         | Najlepszy atakujący | Najlepszy rozgrywający | Najlepszy libero    |
| ------------------------ | ----------------------------- | ------------------------- | ------------------- | ---------------------- | ------------------- |
| Maksym Drozd             | Ołeksij Klamar Rasmus Nielsen | Maksym Drozd Ǵoko Josifow | Nikola Ǵorǵiew      | Wołodymyr Kowalczuk    | Anton Wijk Tegenrot |

## Klasyfikacja końcowa
| Miejsce | Reprezentacja      |
| ------- | ------------------ |
| złoto   | Ukraina            |
| srebro  | Macedonia Północna |
| brąz    | Szwecja            |
| 4.      | Dania              |
| 5.      | Albania            |
| 6.      | Węgry              |
| 7.      | Izrael             |
| 8.      | Azerbejdżan        |